# Ny Tid (Finland)
Ny Tid är en svenskspråkig kultur- och samhällstidskrift i Finland, grundad 1944. Från början hette den Folktidningen och Folktidningen Ny Tid och var språkrör för folkdemokraterna. Gavs mellan 1991 och 2016 ut av det läsarägda bolaget Tigertext Ab med hemort i Helsingfors. Ges sedan januari 2017 ut av understödsföreningen Tigern rf.   Ny Tid klassificerar sig som en partipolitiskt obunden rödgrön tidskrift. Utkommer en gång i månaden.
Upplagan ligger på kring 2 000 exemplar i månaden, och sedan augusti 2014 är Janne Wass chefredaktör. Redaktionen finns i Kabelfabriken i Helsingfors.
I Ny Tid publicerades den allra första Muminserien, Mumintrollet och jordens undergång, 1947-1948. Flera framstående finlandssvenska kulturprofiler har skrivit för Ny Tid, som Atos Wirtanen, Monika Fagerholm, Kjell Westö, Elmer Diktonius och Jörn Donner. 2013 tilldelades tidningen Finlands undervisnings- och kulturministeriums "Kulturtidskrifternas kvalitetspris".

## Historia
Ny Tid grundades som Folktidningen 1944, strax efter Fortsättningskriget, som svenskspråkigt språkrör för Demokratiska förbundet för Finlands folk (DFFF), en paraplyorganisation för den finländska vänstern som inte tillhörde Socialdemokraterna. Den första huvudredaktören var Cay Sundström, men han avgick redan 1945 efter att han blivit vald till ordförande för DFFF. Det första egentliga numret av Ny Tid utkom 10 januari 1945. Till en början utkom Ny Tid med tre nummer i veckan.

### Dagstidning
1946-1947 lobbade grupper inom DFFF och Socialdemokraterna för en gemensam arbetartidning på svenska, bland dem fanns riksdagsledamoten och vänstertänkaren Atos Wirtanen, en socialdemokrat som 1947 hoppade av partiet och fick sparken från socialdemokratiska Arbetarbladet. Förslaget röstades ändå ner, med påföljden att en socialdemokratisk utbrytargrupp med Wirtanen i spetsen 1947 bildade Socialistiska enhetspartiet, som gick med i DFFF, och anslöt sig till Folktidningens utgivare. Wirtanen blev chefredaktör 1947 och tidningen bytte namn till Folktidningen Ny Tid. Mellan 1947 och 1957 utkom Ny Tid som 5-6 dagars dagstidning, men resurserna skulle snart visa sig vara otillräckliga för en så tät utgivningstakt - vissa av tidningarna var endast fyra sidor tjocka. 1947-1948 publicerades författaren Tove Janssons första serie med Mumintrollen i Ny Tid . Det var första gången Mumin såg dagens ljus i offentligheten. Jansson var nära vän till Atos Wirtanen, och sällskapade en tid med honom. Under 1950-talet arbetade bland annat författaren, politikern och filmskaparen Jörn Donner, samt poeten och Finlandiapristagaren Gösta Ågren som sportjournalister på Ny Tid.
1959 blev Ny Tid veckotidning, och skulle så förbli fram till slutet av 2014. Under långa tider var Ny Tid Finlands enda veckovis utkommande kulturtidskrift.

### 1953-1985: Veckotidning och politisk kamp
Mellan 1953 och 1973 hade tidningen sin långvarigaste chefredaktör, Mikael Romberg. 1960 och 70-talen präglades av motsättningar inom vänsterrörelsen, vilket också syntes inom Ny Tid. Då Georg Backlund tog över chefredaktörskapet på Ny Tid, lämnade en grupp tidigare medarbetare tidningen, i protest mot att den inte tillräckligt väl följde kommunistpartiets linje. Inom hela den finländska vänsterrörelsen pågick då en kamp mellan så kallade "revisionister" och taistoiter. De finlandssvenska taistoiterna grundade tidskriften Arbetartidningen Enhet, och en av dess första chefredaktörer var den tidigare Ny Tid-medarbetaren, senare EU-parlamentarikern, Nils Torvalds. Ny Tids upplaga rasade och den redan pensionerade redaktionssekreteraren Backlund togs därför in som "kommunistisk överrock" för att blidka partifolket. Den först tilltänkta chefredaktören Peter Lodenius ansågs inte vara tillräckligt kommunistisk och degraderades till redaktionssekreterare, en post han även innehade under nästa chefredaktör, Johan von Bonsdorff, som tog över 1977.

### 1985-2000: Lodenius och förnyelse
Splittringen inom kommunisterna var total 1985 då partiordförande Arvo Aalto avskedade stora delar av partiets centralkommitté (olagligt, skulle det senare visa sig). Partiets popularitet hade dalat, och inom partiledningen var man mindre intresserad av vem som satt på Ny Tids chefredaktörspall. Redan under Johan "Seppi" von Bondsdorffs tid hade Ny Tid allt mer breddat tidningens ämnesurval - kultur och nöje hade nu fått en central plats i tidskriften, och samma linje fortsatte då Peter Lodenius tog över chefredaktörsposten 1985. Sovjetunionens fall ledde slutligen 1990 till att Finlands kommunistiska parti upplöstes, och Vänsterförbundet grundades. I samband med det skar också Ny Tid av banden till partiet, och man grundade det läsarägda aktiebolaget Tigertext Ab, som sedan 1991 givit ut Ny Tid. Christina Nordgren återger 2007 i Ny Tid en intervju med Lodenius, som hon gjorde 1997 för Allmänna journalistförbundets jubileumsbok Palstojen takaa:
Det finlandssvenska vänsterfältet var svagt och vi hade inte längre ombudsmän som skötte om spridningen. Vi skulle inte längre finnas till, om vi bara litat på det gamla systemet. Vi måste börja stå på andra ben. Informationsklimatet har ju också förändrats – utbildningsnivån är en helt annan och folk behöver inte upplysning uppifrån. De tror inte heller på order från partikanslierna, på ”det enda rätta ordet” till läsarna. Inte ens Demari har en sådan journalistisk linje längre. Idag lever vi således oberoende av hur det går för partiet. Vi är inte längre ”kollektivets huvud”.
Under 1980- och 90-talen skrev journalist- och kulturprofiler som Kjell Westö, Monika Fagerholm, Trygve Söderling, Tapani Ritamäki, Birgitta Boucht och Agneta Enckell för Ny Tid. Tidningen satsade stort på utrikesreportage, med speciellt fokus på Östeuropa, vilket bland annat fått Svenska Akademiens ständige ordförande Horace Engdahl att säga att ”Ny Tid är den enda massmedium på svenska som tagit på allvar den sensationella idén att Europa betyder hela Europa och inte endast väst.” Lodenius tilldelades 1995 det stora finlandssvenska journalistpriset Topeliuspriset för sina reportage i österled. Efter att Lodenius lämnade chefredaktörsposten publicerade han böcker om bl.a. islam, USA och Ukraina och Turkiet.

### 2000-2014: Många redaktörer
År 2000 hade Ny Tid mer eller mindre fullbordat sin metamorfos från partiorgan till rödgrön kultur- och samhällstidskrift. Tidningen fick år 2000 sin första kvinnliga chefredaktör i Theresa Norrmén, vilket inledde en period av täta chefredaktörsbyten, i kontrast till tidigare årtionden. Jan-Erik Andelin tog över 2002, men avgick två år senare då han fick arbetet som chefredaktör för Borgåbladet. Mellan 2005 och 2009 leddes tidningen av finländsk-libanesiska journalisten Patsy Nakell, som 2009 lämnade tidningen för att studera vid Harvard University. Filosofen Nora Hämäläinen var chefredaktör mellan 2009 och 2011, och efterträddes av journalisten Fredrik Sonck, som för sin del på hösten 2014 blev kulturchef på Hufvudstadsbladet. Det blev ett utbyte mellan redaktioner, då Hufvudstadsbladets utrikesredaktör Janne Wass i sin tur tog över chefredaktörsposten på Ny Tid.
Under 2000-talet har den politiska färgen ställvis bleknat, och inrikespolitiken har inte uppmärksammats lika noggrant som under tidigare årtionden. Däremot har utrikesreportagen bibehållit sin ställning, och kulturen har fått betydligt mer utrymme. Även filosofin har under vissa perioder uppmärksammats starkt. Ny Tid mottog ändå fortfarande 2014 visst ekonomiskt stöd från Vänsterförbundet och De Gröna, . 2014 hade tidningen en upplaga på kring 2 000 exemplar.  Bland medarbetarna under 2000-talet kan nämnas Vänsterförbundets tidigare ordförande, poeten och psykologen Claes Andersson, partiets senare ordförande Li Andersson, Vänsterpartiets ordförande Jonas Sjöstedt, författarna Lars Sund, Robert Åsbacka, Vladimir Oravsky, Emma Juslin, Mathias Rosenlund och Johanna Holmström, poeterna My Lindelöf, Heidi von Wright och Agneta Enckell, musikern M.A. Numminen, samt minoritetsombudsmannen och politikern Eva Biaudet.

### 2015-: Månadstidning
Från och med 2015 utkommer Ny Tid som månadsmagasin i ett tjockare magasinformat. 20 maj 2015, strax efter utgivningsreformen, tillkännagav Vänsterförbundet att det drar in presstöden till all vänsterpress förutom partiets språkrör Kansan Uutiset, och skar så slutgiltigt alla officiella band till Ny Tid. Detta som ett led i partiets sparåtgärder efter det dåliga resultatet i det finländska riksdagsvalet i april 2015.    Bortfallet av Vänsterförbundets stöd och övriga ekonomiska motgångar ledde till en omorganisering, varvid understödsföreningen Tigern rf övertog utgivningen av Ny Tid 1.1 2017. 

## Chefredaktörer
- Cay Sundström 1944-1945
- Allan Asplund 1945-1947
- Atos Wirtanen 1947-1953
- Mikael Romberg 1954-1973
- Georg Backlund 1973-1977
- Johan von Bonsdorff 1977-1985
- Peter Lodenius 1985-2000
- Theresa Norrmén 2000-2002
- Jan-Erik Andelin 2002-2004
- Patsy Nakell 2005–2009
- Nora Hämäläinen 2009-2011
- Fredrik Sonck 2012-2014
- Janne Wass 2014-